# Robin-M1
Le Robin-M1, dans la lignée des gyropodes de marque Segway, est un moyen de transport urbain personnel destiné à pratiquer de petites ou moyennes distances (jusqu'à 20 kilomètres). Le Robin-M1 est fabriqué par la société Robstep implantée à Dongguan en Chine et commercialisé sur l’ensemble de la planète.

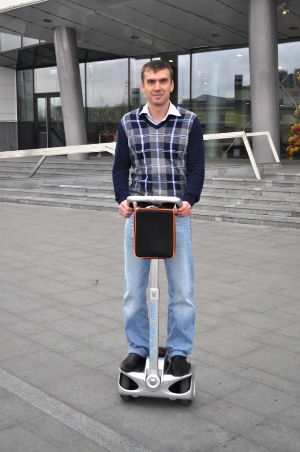
Robin-M1

## Principe de fonctionnement
Le Robin-M1 est un gyropode électrique destiné à une seule personne, constitué d’une plateforme équipée de deux roues sur laquelle l’utilisateur se tient debout ou assis, ainsi que d’un système de stabilisation automatique instantanée. Un axe vertical permet d’assurer la conduite de l’engin en direction.
Le Robin-M1 est à ce jour le plus petit moyen de transport individuel au monde : il occupe la même place au sol qu’un piéton. Il jouit d'une très grande maniabilité, tourne sur lui-même, peut se fondre dans la foule en adaptant sa vitesse, et peut rouler beaucoup plus rapidement en milieu dégagé. Il est silencieux et n'émet pas de gaz d'échappement.
Tous ces avantages semblent conférer au Robin-M1 la potentialité de révolutionner la mobilité individuelle en milieu urbain, tout en contribuant à la solution des problèmes de congestion et de pollution de nos villes.
En outre, son poids et son faible encombrement permettent de loger aisément le Robin dans toute voiture, dont il devient ainsi le complément idéal.
Deux grands principes caractérisent le Robin-M1 : sa propulsion électrique et sa stabilisation gyroscopique.
Muni d’une batterie rechargeable sur le secteur et de 2 moteurs électriques pour sa propulsion (un par roue), il offre des performances de vitesse de l’ordre de 15 km/h. Son principe de stabilisation repose sur une mesure de l’angle de rotation que l’appareil peut naturellement présenter de par sa conception à deux roues.
La plateforme est munie de deux capteurs de pression qui vérifient en permanence la présence des deux pieds du conducteur et enclenchent aussitôt le contrôle de l’équilibre de l’engin et de son conducteur.
Ainsi, lorsque le conducteur est présent sur la plateforme et balance son corps vers l’avant, le gyroscope intégré mesure, dans le même temps, une variation d’angle immédiatement interprétée comme un souhait de déplacement dans le même sens. Les roues sont alors entraînées par le moteur électrique et provoquent ainsi un déplacement et une re-stabilisation de l’appareil. Réciproquement un basculement vers l’arrière provoque un freinage si le Robin-M1 avance ou un déplacement vers l’arrière s’il est à l’arrêt.
Le bras vertical, manipulé par le conducteur par basculement vers la droite ou vers la gauche, entraîne une accélération ou un ralentissement relatif d’un moteur par rapport à l’autre pour permettre au Robin-M1 de tourner. A l'arrêt, le Robin-M1 a la capacité d'effectuer une rotation sur place.

## Accessoires et perspective d'évolution
Sont livrés avec l'appareil :  
- 2 exemplaires de télécommande permettant l'allumage et l'arrêt, le choix du monde de fonctionnement (sécurité ou pleine vitesse), ainsi que l'activation de l'alarme anti-vol.
- Un système d’éclairage à LED
- Un sac de rangement à monter sur le manche central
- Un CD de présentation et de prise en main
- Un manuel de l'utilisateur
- Un transformateur pour recharge

Accessoires en option : 
- Un manche court permettant de contrôler l’appareil uniquement avec les jambes
- Un siège
- Un rack de transport pour sac de golf
- Un support de rangement pour le coffre de la voiture

L’évolution naturelle du gyropode Robin-M1 se situe au niveau de la puissance de son moteur, de l’évolution de sa batterie pour permettre plus d’autonomie, du temps de chargement plus court, de la durée de vie de la batterie ainsi que sur le développement d’applications spécifiques pour smartphone.

## Principales caractéristiques techniques
- Moteurs électriques : 2 x 650 watts
- Vitesse maximale : 15 km/h (un mode débutant est disponible limitant la vitesse à 7 km/h)
- Rayon de braquage mini : 0 m (tourne sur place)
- Conception quasi étanche
- Poids : 18,8 kg
- Dimensions : 46,7 x 46,4 x 140 cm. Volume du carton : 0,15 m3
- Distance maximale après recharge complète : 20 à 30 km
- Temps de chargement : 3 heures (le Robin-M1 récupère l'énergie pour charger sa batterie dans les descentes)
- Capacité de chargement maximale : 150 kg
- Angle de montée maximal : 15°
- Batterie : lithium, 48V, 8Ah
- Recharge : Sur secteur 100V à 220V
- Durée de vie de la batterie : 10 000 km ou 500 recharges.